# Cataplexie
Ne pas confondre avec la catalepsie.
 (janvier 2020).
Si vous disposez d'ouvrages ou d'articles de référence ou si vous connaissez des sites web de qualité traitant du thème abordé ici, merci de compléter l'article en donnant les références utiles à sa vérifiabilité et en les liant à la section « Notes et références ».
La cataplexie est un des symptômes majeurs de la narcolepsie de type 1 (mais absent de la narcolepsie de type 2) : c'est une perte brusque du tonus musculaire sans altération de la conscience et survenant à un moment quelconque de la journée. Elle est typiquement déclenchée par une émotion : surprise, plaisir, rire ou colère, mais certaines cataplexies semblent survenir en l'absence d'une émotion caractérisée.
La cataplexie peut concerner quelques muscles seulement (chute de la tête, impossibilité d'articuler la mâchoire et donc de s'exprimer verbalement, dérobement des genoux, effondrement des épaules) ou être beaucoup plus globale, entraînant la chute de la personne.
La personne qui en souffre ne perd pas connaissance. Elle est parfaitement éveillée et ses perceptions sensorielles sont normales, mais elle reste cependant incapable de réagir à toute stimulation. Les muscles autonomes (comme le diaphragme), les organes vitaux (cœur, poumons, reins, système digestif…), les organes sensoriels et les muscles oculomoteurs restent en activité. Ce qui fait défaut, c'est tout le tonus musculaire nécessaire au maintien du corps.
Le sentiment d'impuissance vécu par la personne en cataplexie est parfois la source d'un trouble ou d'une panique intérieure qui alimente et maintient la cataplexie (statut cataplecticus).
Il apparaît clairement que la cataplexie est la survenue d'un état quasi identique à l'état physique du sommeil paradoxal mais avec un état mental de veille.
Lorsque cesse la cataplexie, la personne garde généralement le souvenir des événements survenus au cours de son accès pendant lequel elle était parfaitement consciente.
La cataplexie est parfois associée à des phénomènes de paralysie du sommeil.

## Symptômes
Les attaques sont brèves, la plupart durent de quelques secondes à quelques minutes, et impliquent généralement une chute de la mâchoire ou une faiblesse du cou ou des genoux. Lors d'un effondrement complet, les gens sont généralement en mesure d'éviter les blessures car ils apprennent à remarquer la sensation de l'attaque cataplectique qui approche et la chute est généralement lente et progressive.

## Diagnostic différentiel
- Syncope
- Épilepsie (absence)